# Аль-Шорта (футбольный клуб, Дамаск)
«Аль-Шорта» — сирийский футбольный клуб из Дамаска. Основан в 1947 году. Выступает в чемпионате Сирии. Домашней ареной клуба является стадион «Аль-Джала», вмещающий 10 тысяч человек. Клубные цвета: красный и белый.

## История
Клуб был основан в 1947 году. Прежде чем завоевать своё первое чемпионство, команда трижды завоёвывала серебряные медали — в 1973, 1976 и 1979 годах. Золотые медали «Аль-Шорта» впервые смогла выиграть в 1980 году. В этот же период команда четыре раза побеждала в Кубке Сирии, завоевав свой последний трофей в турнире в 1980 году.
Вновь выиграть чемпионат Сирии команде удалось спустя 31 год — в сезонах 2010/11 и 2011/12. После этого, в 2013 и 2015 годах, команда вновь становилась второй.
В 2012 и 2013 годах команда выступала в Кубке АФК, дважды доходя до четвертьфинала.
По итогам сезона 2021/22 «Аль-Шорта» заняла 11-е место и вылетела в низший дивизион. В сезоне 2023/24 клуб сумел одержать победу в плей-офф второго дивизиона и вернуться в высшую лигу.
В разные годы за «Аль-Шорту» выступали иностранные футболисты, среди которых, в частности, были Рами Аль-Хасан и Амер Аль-Абтах (Палестина).

## Достижения
Чемпионат Сирии по футболу:
- Первое место: 1979/80, 2010/11, 2011/12
- Второе место: 1972/73, 1975/76, 1978/79, 1988/89, 2013, 2014/15
- Третье место: 1986/87, 1990/91

Кубок Сирии по футболу:
- Первое место: 1966, 1968, 1979, 1980
- Второе место: 1969, 2014/15, 2017/18